# Temporada 2013 del fútbol colombiano
La Temporada 2013 del fútbol colombiano abarca todas las actividades relativas a campeonatos de fútbol profesional, nacionales e internacionales, disputados por clubes colombianos, y por las selecciones nacionales de este país en sus diversas categorías.

## Torneos locales

### Categoría Primera A

#### Torneo Apertura
- Final.

| Fecha                                                              | Ciudad   | Equipo local      | Resultado | Equipo visitante  |
| ------------------------------------------------------------------ | -------- | ----------------- | --------- | ----------------- |
| 14 de julio                                                        | Medellín | Atlético Nacional | 0 : 0     | Santa Fe          |
| 17 de julio                                                        | Bogotá   | Santa Fe          | 0 : 2     | Atlético Nacional |
| Atlético Nacional se coronó campeón con un marcador global de 2:0. |          |                   |           |                   |

|                                       |
| Bandera de Colombia                   |
| Campeón Atlético Nacional 12.º título |

#### Torneo Finalización
- Final.

| Fecha                                                               | Ciudad   | Equipo local      | Resultado | Equipo visitante  |
| ------------------------------------------------------------------- | -------- | ----------------- | --------- | ----------------- |
| 11 de diciembre                                                     | Cali     | Deportivo Cali    | 0 : 0     | Atlético Nacional |
| 15 de diciembre                                                     | Medellín | Atlético Nacional | 2 : 0     | Deportivo Cali    |
| Atlético Nacional se coronó campeón con un resultado global de 2:0. |          |                   |           |                   |

|                                        |
| Bandera de Colombia                    |
| Campeón Atlético Nacional 13.er título |

#### Tabla de reclasificación
En esta tabla se tienen en cuenta todos los partidos del año. Además de los campeones de los torneos Apertura y Finalización, el equipo con mejor puntaje de esta tabla, clasificará a la primera fase de la Copa Libertadores 2014 como Colombia 1, Colombia 2 y Colombia 3, respectivamente. Asimismo, el segundo y el tercer mejor puntaje de esta tabla, tendrán un cupo a la Copa Sudamericana 2014 —como Colombia 3 y Colombia 4— mientras que los otros cupos que se darán serán para el campeón de la Copa Colombia 2013 (Colombia 1) y el ganador de la Superliga de Colombia 2014 (Colombia 2).
Nota: En caso de que haya un mismo campeón en los torneos Apertura y Finalización, a la Copa Libertadores irán los dos mejores en la reclasificación. De otra forma, si uno de los campeones del torneo Apertura y Finalización ya esté clasificado a la Copa Sudamericana como campeón de Copa Colombia y a la vez gana la Superliga de Colombia, el cupo a la Copa Sudamericana que da la Superliga lo tomará el mejor posicionado en la tabla de reclasificación que no haya clasificado a la Copa Libertadores.
| Pos. | Equipos                        | PJ | PG | PE | PP | GF | GC | Dif. | Pts. |
| ---- | ------------------------------ | -- | -- | -- | -- | -- | -- | ---- | ---- |
| 1.   | Atlético Nacional (CC) (A) (F) | 52 | 29 | 16 | 7  | 84 | 46 | 38   | 103  |
| 2.   | Deportivo Cali                 | 50 | 20 | 21 | 9  | 72 | 50 | 22   | 81   |
| 3.   | Santa Fe (SL)                  | 50 | 21 | 16 | 13 | 70 | 60 | 10   | 79   |
| 4.   | Millonarios                    | 48 | 21 | 12 | 15 | 73 | 56 | 17   | 75   |
| 5.   | Itagüí F. C.                   | 48 | 20 | 10 | 18 | 61 | 60 | 1    | 70   |
| 6.   | Deportivo Pasto                | 48 | 17 | 18 | 13 | 62 | 66 | -4   | 69   |
| 7.   | Once Caldas                    | 48 | 18 | 12 | 18 | 63 | 56 | 7    | 66   |
| 8.   | Junior                         | 42 | 17 | 11 | 14 | 63 | 56 | 7    | 62   |
| 9.   | Deportes Tolima                | 42 | 14 | 16 | 12 | 58 | 53 | 5    | 58   |
| 10.  | Independiente Medellín         | 36 | 12 | 11 | 13 | 42 | 37 | 5    | 47   |
| 11.  | La Equidad                     | 36 | 10 | 15 | 11 | 40 | 36 | 4    | 45   |
| 12.  | Atlético Huila                 | 36 | 9  | 13 | 14 | 43 | 53 | -10  | 40   |
| 13.  | Cúcuta Deportivo               | 36 | 10 | 9  | 17 | 42 | 47 | -5   | 39   |
| 14.  | Envigado F. C.                 | 36 | 9  | 12 | 15 | 32 | 47 | -15  | 39   |
| 15.  | Alianza Petrolera              | 36 | 9  | 11 | 16 | 33 | 52 | -19  | 38   |
| 16.  | Boyacá Chicó                   | 36 | 7  | 13 | 16 | 48 | 60 | -12  | 34   |
| 17.  | Patriotas                      | 36 | 5  | 19 | 12 | 31 | 43 | -12  | 34   |
| 18.  | Deportes Quindío               | 36 | 6  | 9  | 21 | 18 | 57 | -39  | 27   |

|  | Clasificado a Segunda fase de Copa Libertadores 2014 y a Primera fase de Copa Sudamericana 2014. |
|  | Clasificado para la Primera fase de la Copa Libertadores 2014.                                   |
|  | Clasificado para la Primera fase la Copa Sudamericana 2014.                                      |

| (CC) Campeón de la Copa Colombia.              |
| (A) Campeón del torneo Apertura.               |
| (F) Campeón del torneo Finalización.           |
| (SL) Campeón de la Superliga de Colombia 2013. |

##### Representantes en competición internacional
| Clasificado como | Copa Libertadores 2014 | Copa Sudamericana 2014 |
| ---------------- | ---------------------- | ---------------------- |
| Colombia 1       | Atlético Nacional      | Atlético Nacional      |
| Colombia 2       | Deportivo Cali         | Deportivo Cali         |
| Colombia 3       | Santa Fe               | Millonarios            |
| Colombia 4       | -                      | Itagüí F.C.            |

#### Tabla de descenso
Los ascensos y descensos en el fútbol colombiano se definen por la Tabla de descenso, la cual promedia las campañas: 2011-I, 2011-II, 2012-I, 2012-II, 2013-I y 2013-II, . Los puntos de la tabla se obtienen de la división del puntaje total entre partidos jugados, únicamente en la fase de todos contra todos.
El último  en dicha tabla descenderá a la Categoría Primera B dándole el ascenso directo al campeón de la segunda categoría. Por su parte el equipo que ocupe el penúltimo lugar  en la Tabla de descenso, disputará la serie de promoción ante el subcampeón de la Primera B en partidos de ida y vuelta.
Cabe recordar que en la tabla de descenso no cuentan los partidos por cuadrangulares semifinales ni final del campeonato, únicamente los de la fase todos contra todos.
| Pos. | Equipos                  | PJ  | GF  | GC  | Dif. | Pts. | Prom. |
| ---- | ------------------------ | --- | --- | --- | ---- | ---- | ----- |
| 18.  | Deportes Quindío (D)     | 108 | 103 | 166 | -63  | 114  | 1.055 |
| 17.  | Cúcuta Deportivo (P) (D) | 108 | 115 | 151 | -36  | 115  | 1.065 |
| 16.  | Alianza Petrolera        | 108 | 113 | 158 | -45  | 117  | 1.083 |
| 15.  | Atlético Huila           | 108 | 123 | 159 | -36  | 120  | 1.111 |
| 14.  | Patriotas                | 108 | 106 | 138 | -32  | 120  | 1.111 |
| 13.  | Independiente Medellín   | 108 | 127 | 137 | -10  | 127  | 1.176 |
| 12.  | Boyacá Chicó             | 108 | 137 | 144 | -7   | 135  | 1.241 |
| 11.  | Envigado F. C.           | 108 | 120 | 128 | -8   | 143  | 1.324 |
| 10.  | Deportivo Pasto          | 108 | 127 | 130 | -3   | 146  | 1.352 |
| 9.   | La Equidad               | 108 | 120 | 105 | 15   | 151  | 1.398 |
| 8.   | Once Caldas              | 108 | 154 | 127 | 27   | 154  | 1.426 |
| 7.   | Deportivo Cali           | 108 | 129 | 118 | 11   | 157  | 1.454 |
| 6.   | Junior                   | 108 | 155 | 137 | 18   | 159  | 1.472 |
| 5.   | Santa Fe                 | 108 | 143 | 124 | 19   | 162  | 1.500 |
| 4.   | Deportes Tolima          | 108 | 161 | 127 | 34   | 171  | 1.583 |
| 3.   | Itagüí F.C               | 108 | 143 | 108 | 35   | 172  | 1.593 |
| 2.   | Millonarios              | 108 | 153 | 108 | 45   | 172  | 1.593 |
| 1.   | Atlético Nacional        | 108 | 165 | 118 | 47   | 176  | 1.630 |

| (P) (D) | Descendió tras perder la serie de promoción.              |
| (D)     | Descenso a la Categoría Primera B para la temporada 2014. |

##### Cambios de categoría
|  | Deportes Quindío Cúcuta Deportivo |

|  | Uniautónoma Fortaleza F. C. |

### Categoría Primera B

#### Final del año
| Fecha                                                        | Ciudad       | Equipo local    | Resultado | Equipo visitante |
| ------------------------------------------------------------ | ------------ | --------------- | --------- | ---------------- |
| 30 de noviembre                                              | Bogotá       | Fortaleza F. C. | 0 : 2     | Uniautónoma      |
| 3 de diciembre                                               | Barranquilla | Uniautónoma     | 1 : 1     | Fortaleza F. C.  |
| Uniautónoma se coronó campeón con un marcador global de 3:1. |              |                 |           |                  |

|                                 |
| Bandera de Colombia             |
| Campeón Uniautónoma 1.er título |

#### Serie de promoción
| Fecha                                                                                      | Ciudad | Equipo local     | Resultado | Equipo visitante |
| ------------------------------------------------------------------------------------------ | ------ | ---------------- | --------- | ---------------- |
| 7 de diciembre                                                                             | Bogotá | Fortaleza        | 2 : 0     | Cúcuta Deportivo |
| 11 de diciembre                                                                            | Cúcuta | Cúcuta Deportivo | 1 : 0     | Fortaleza        |
| Fortaleza ganó la serie con un marcador global de 2:1 y ascendió a la Categoría Primera A. |        |                  |           |                  |

### Copa Colombia
- Final

| Fecha                                                              | Ciudad   | Equipo local      | Resultado | Equipo visitante  |
| ------------------------------------------------------------------ | -------- | ----------------- | --------- | ----------------- |
| 13 de noviembre                                                    | Bogotá   | Millonarios       | 2 : 2     | Atlético Nacional |
| 17 de noviembre                                                    | Medellín | Atlético Nacional | 1 : 0     | Millonarios       |
| Atlético Nacional se coronó campeón con un marcador global de 3:2. |          |                   |           |                   |

|                                      |
| Bandera de Colombia                  |
| Campeón Atlético Nacional 2.º título |

### Superliga de Colombia
| Fecha                                                     | Ciudad | Equipo local | Resultado | Equipo visitante |
| --------------------------------------------------------- | ------ | ------------ | --------- | ---------------- |
| 24 de enero                                               | Bogotá | Millonarios  | 1 : 2     | Santa Fe         |
| 27 de enero                                               | Bogotá | Santa Fe     | 1 : 0     | Millonarios      |
| Santa Fe se coronó campeón con un marcador global de 3:1. |        |              |           |                  |

|                              |
| Bandera de Colombia          |
| Campeón Santa Fe 1.er título |

## Torneos internacionales

### Copa Libertadores de América
| Equipo          | Fase final             | Pts. | PJ | PG | PE | PP | GF | GC | DG | Rend.  |
| --------------- | ---------------------- | ---- | -- | -- | -- | -- | -- | -- | -- | ------ |
| Millonarios     | Segunda fase (Grupo 5) | 3    | 6  | 1  | 0  | 5  | 2  | 8  | -6 | 16,66% |
| Deportes Tolima | Segunda fase (Grupo 6) | 12   | 8  | 3  | 3  | 2  | 9  | 6  | 3  | 50,00% |
| Santa Fe        | Semifinales            | 26   | 12 | 8  | 2  | 2  | 17 | 9  | 8  | 72,22% |

### Copa Sudamericana
| Equipo            | Fase final       | Pts. | PJ | PG | PE | PP | GF | GC | DG | Rend.  |
| ----------------- | ---------------- | ---- | -- | -- | -- | -- | -- | -- | -- | ------ |
| La Equidad        | Octavos de final | 6    | 6  | 1  | 3  | 2  | 4  | 5  | -1 | 33,33% |
| Deportivo Pasto   | Octavos de final | 12   | 6  | 4  | 0  | 2  | 7  | 5  | 2  | 66,66% |
| Atlético Nacional | Cuartos de final | 14   | 8  | 4  | 2  | 2  | 10 | 4  | 6  | 58,33% |
| Itagüí F.C.       | Cuartos de final | 19   | 8  | 6  | 1  | 1  | 11 | 5  | 6  | 88,88% |

### Copa Libertadores de América Femenina
| Equipo         | Fase final | Pts. | PJ | PG | PE | PP | GF | GC | DG | Rend.  |
| -------------- | ---------- | ---- | -- | -- | -- | -- | -- | -- | -- | ------ |
| Formas Íntimas | Subcampeón | 10   | 5  | 3  | 1  | 1  | 11 | 6  | 5  | 66,7 % |

#### Final
| Fecha                                          | Ciudad        | Equipo local  | Resultado | Equipo visitante |
| ---------------------------------------------- | ------------- | ------------- | --------- | ---------------- |
| 7 de noviembre                                 | Foz do Iguaçu | São José E.C. | 3 : 1     | Formas Íntimas   |
| Formas Íntimas quedó subcampeón tras caer 3:1. |               |               |           |                  |

## Selección nacional masculina

### Mayores

#### Clasificación para la Copa Mundial de Fútbol de 2014
| Equipo             | Pts. | PJ | PG | PE | PP | GF | GC | DG | Rend.  |
| ------------------ | ---- | -- | -- | -- | -- | -- | -- | -- | ------ |
| Selección nacional | 30   | 16 | 9  | 3  | 4  | 27 | 13 | 14 | 62,5 % |

- Resultado final: 2° lugar.

#### Partidos de la Selección mayor en 2013
| Fecha            | Lugar                                                         | Rival        | Marcador                                                        | Competencia               | Goles de Colombia                                                                                        |
| ---------------- | ------------------------------------------------------------- | ------------ | --------------------------------------------------------------- | ------------------------- | --- |
| 6 de febrero     | Estadio Sun Life Miami, Estados Unidos                        | Guatemala    | 4 : 1                                                           | Amistoso                  | 23' 33' Jackson Martínez · 56' Abel Aguilar · 81' Luis Muriel                                            |
| 22 de marzo      | Estadio Metropolitano Roberto Meléndez Barranquilla, Colombia | Bolivia      | 5 : 0 Archivado el 28 de marzo de 2013 en Wayback Machine.      | Eliminatorias Brasil 2014 | 20' Macnelly Torres · 49' Carlos Valdés · 62' Teófilo Gutiérrez · 86' Falcao García · 90+2' Pablo Armero |
| 26 de marzo      | Estadio Cachamay Ciudad Guayana, Venezuela                    | Venezuela    | 0 : 1 Archivado el 6 de abril de 2013 en Wayback Machine.       | Eliminatorias Brasil 2014 | Sin goles                                                                                                |
| 7 de junio       | Estadio Antonio Vespucio Liberti Buenos Aires, Argentina      | Argentina    | 0 : 0 Archivado el 15 de junio de 2013 en Wayback Machine.      | Eliminatorias Brasil 2014 | Sin goles                                                                                                |
| 11 de junio      | Estadio Metropolitano Roberto Meléndez Barranquilla, Colombia | Perú         | 2 : 0 Archivado el 15 de junio de 2013 en Wayback Machine.      | Eliminatorias Brasil 2014 | 12' Falcao García · 45' Teófilo Gutiérrez                                                                |
| 14 de agosto     | Mini Estadi Barcelona, España                                 | Serbia       | 1 : 0                                                           | Amistoso                  | 88' Freddy Guarín                                                                                        |
| 6 de septiembre  | Estadio Metropolitano Roberto Meléndez Barranquilla, Colombia | Ecuador      | 1 : 0 Archivado el 21 de octubre de 2013 en Wayback Machine.    | Eliminatorias Brasil 2014 | 30' James Rodríguez                                                                                      |
| 10 de septiembre | Estadio Centenario Montevideo, Uruguay                        | Uruguay      | 0 : 2 Archivado el 22 de septiembre de 2013 en Wayback Machine. | Eliminatorias Brasil 2014 | Sin goles                                                                                                |
| 11 de octubre    | Estadio Metropolitano Roberto Meléndez Barranquilla, Colombia | Chile        | 3 : 3 Archivado el 13 de octubre de 2013 en Wayback Machine.    | Eliminatorias Brasil 2014 | 69' Teófilo Gutiérrez · 75' (pen.) 84' (pen.) Falcao García                                              |
| 15 de octubre    | Estadio Defensores del Chaco Asunción, Paraguay               | Paraguay     | 2 : 1 Archivado el 20 de octubre de 2013 en Wayback Machine.    | Eliminatorias Brasil 2014 | 35' 55' Mario Yépes                                                                                      |
| 14 de noviembre  | Estadio Rey Balduino Bruselas, Bélgica                        | Bélgica      | 2 : 0                                                           | Amistoso                  | 50' Falcao García · 65' Víctor Ibarbo                                                                    |
| 19 de noviembre  | Estadio Ámsterdam Arena Ámsterdam, Países Bajos               | Países Bajos | 0 : 0                                                           | Amistoso                  | Sin goles                                                                                                |

### Sub-20

#### Campeonato Sudamericano de Fútbol Sub-20
| Equipo                    | Pt | PJ | PG | PE | PP | GF | GC | DG | Rend.  |
| ------------------------- | -- | -- | -- | -- | -- | -- | -- | -- | ------ |
| Selección nacional sub-20 | 18 | 9  | 6  | 0  | 3  | 16 | 8  | 8  | 66,7 % |

- Resultado final: Campeón. Clasificado a la Copa Mundial de Fútbol Sub-20.

| Campeón Colombia Tercer título |

#### Torneo Esperanzas de Toulon
| Equipo                    | Pt | PJ | PG | PE | PP | GF | GC | DG | Rend. |
| ------------------------- | -- | -- | -- | -- | -- | -- | -- | -- | ----- |
| Selección nacional sub-20 | 12 | 5  | 4  | 0  | 1  | 7  | 3  | 4  | 80%   |

- Resultado final: Subcampeón.

#### Copa Mundial de Fútbol Sub-20
| Equipo                    | Pts. | PJ | PG | PE | PP | GF | GC | DG | Rend.  |
| ------------------------- | ---- | -- | -- | -- | -- | -- | -- | -- | ------ |
| Selección nacional sub-20 | 8    | 4  | 2  | 2  | 0  | 6  | 2  | 4  | 66,7 % |

- Resultado final: Eliminado en Octavos de final.

Grupo C
| Equipo      | Pts. | PJ | PG | PE | PP | GF | GC | Dif. |
| ----------- | ---- | -- | -- | -- | -- | -- | -- | ---- |
| Colombia    | 7    | 3  | 2  | 1  | 0  | 5  | 1  | 4    |
| Turquía     | 6    | 3  | 2  | 0  | 1  | 5  | 2  | 3    |
| El Salvador | 3    | 3  | 1  | 0  | 2  | 2  | 7  | -5   |
| Australia   | 1    | 3  | 0  | 1  | 1  | 3  | 5  | -2   |

| 22 de junio de 2013, 18:00 (UTC+3) | Colombia    | 1:1 (0:0) | Australia    | Estadio Hüseyin Avni Aker, Trabzon                       |                                                          |
|                                    | Córdoba 78' | Reporte   | De Silva 46' | Asistencia: 4 662 espectadores Árbitro(s): Milorad Mažić | Asistencia: 4 662 espectadores Árbitro(s): Milorad Mažić |

| 25 de junio de 2013, 21:00 (UTC+3) | Turquía | 0:1 (0:0) | Colombia     | Estadio Yeni Rize Şehir, Trabzon                            |                                                             |
|                                    |         | Reporte   | Quintero 52' | Asistencia: 13 015 espectadores Árbitro(s): Noumandiez Doue | Asistencia: 13 015 espectadores Árbitro(s): Noumandiez Doue |

| 28 de junio de 2013, 21:00 (UTC+3) | El Salvador | 0:3 (0:2) | Colombia                                           | Estadio Kamil Ocak, Gaziantep                           |                                                         |
|                                    |             | Reporte   | Rentería 21' · Córdoba 25' (pen.) · Quintero 90+2' | Asistencia: 2 000 espectadores Árbitro(s): Néant Alioum | Asistencia: 2 000 espectadores Árbitro(s): Néant Alioum |

Octavos de final
| 3 de julio de 2013, 21:00 (UTC+3) | Colombia                                                                          | 1:1 (0:1, 1:1) (7:8 p.)    | Corea del Sur                                            | Estadio Hüseyin Avni Aker, Trabzon                       |                                                          |
|                                   | Quintero 90+4'                                                                    | Reporte                    | Song 16'                                                 | Asistencia: 2 362 espectadores Árbitro(s): Damir Skomina | Asistencia: 2 362 espectadores Árbitro(s): Damir Skomina |
|                                   |                                                                                   | Tiros desde el punto penal |                                                          |                                                          |                                                          |
|                                   | - Quintero - Bonilla - Aguilar - Borja - Pérez - Perea - Mena - Vergara - Balanta |                            | - Woo - Song - Kim - Sim - Yeon - Kang - Han - Cho - Lee |                                                          |                                                          |

### Sub-18

#### Juegos Bolivarianos
| Equipo                    | Pts. | PJ | PG | PE | PP | GF | GC | DG | Rend.  |
| ------------------------- | ---- | -- | -- | -- | -- | -- | -- | -- | ------ |
| Selección nacional sub-18 | 10   | 4  | 3  | 1  | 0  | 11 | 3  | 8  | 83,3 % |

- Resultado final: Ganador de la medalla de oro.

| Colombia                                     |
| Ganador de la medalla de oro Colombia 4° oro |

### Sub-17

#### Campeonato Sudamericano de Fútbol Sub-17
| Equipo                    | Pts. | PJ | PG | PE | PP | GF | GC | DG | Rend. |
| ------------------------- | ---- | -- | -- | -- | -- | -- | -- | -- | ----- |
| Selección nacional sub-17 | 3    | 4  | 0  | 3  | 1  | 3  | 4  | -1 | 25 %  |

- Resultado final: Eliminado en Primera fase.

### Sub-15

#### Campeonato Sudamericano de Fútbol Sub-15
| Equipo                    | Pts. | PJ | PG | PE | PP | GF | GC | DG | Rend.  |
| ------------------------- | ---- | -- | -- | -- | -- | -- | -- | -- | ------ |
| Selección nacional sub-15 | 13   | 6  | 4  | 1  | 1  | 11 | 4  | 7  | 72,2 % |

- Resultado final: Subcampeón.

## Selección nacional femenina

### Sub-20

#### Juegos Bolivarianos
| Equipo                             | Pt | PJ | PG | PE | PP | GF | GC | DG | Rend.  |
| ---------------------------------- | -- | -- | -- | -- | -- | -- | -- | -- | ------ |
| Selección nacional femenina sub-20 | 11 | 5  | 3  | 2  | 0  | 11 | 5  | 6  | 73,3 % |

- Resultado final: Ganador de la medalla de oro.

| Colombia                                     |
| Ganador de la medalla de oro Colombia 2° oro |

### Sub-17

#### Campeonato Sudamericano Femenino de Fútbol Sub-17
| Equipo                             | Pt | PJ | PG | PE | PP | GF | GC | DG | Rend.  |
| ---------------------------------- | -- | -- | -- | -- | -- | -- | -- | -- | ------ |
| Selección nacional femenina sub-17 | 13 | 7  | 4  | 1  | 2  | 12 | 7  | 5  | 61,9 % |

- Resultado final: Subcampeón. Clasificado a la Copa Mundial Femenina de Fútbol Sub-17 de 2014.